# خوان باوتيستا دي توليدو
خوان باوتيستا دي توليدو (بالإسبانية: Juan Bautista de Toledo)‏ هو نحات ومهندس معماري إسباني، ولد في 1515 في طليطلة في إسبانيا، وتوفي في 15 مايو 1567 في مدريد في إسبانيا.

## وصلات خارجية
- خوان باوتيستا دي توليدو على موقع الموسوعة البريطانية (الإنجليزية)